# 155th Street (Eighth Avenue Line)
155th Street is een station van de metro van New York aan de Eighth Avenue Line in de wijk Harlem van het stadsdeel Manhattan. Het station is geopend in 1932. De lijnen  maken gebruik van dit station.
Het station bevindt zich 200 meter ten westen van het gelijknamige station op het traject van de Concourse Line dat gebruikt wordt door de metrolijnen .
 ·  ·  ·  ·  ·  ·  ·  ·  · 